# Тоні Вейтерс
Ентоні «Тоні» Кейт Вейтерс (англ. Anthony «Tony» Keith Waiters, 1 лютого 1937, Саутпорт, Англія — 10 листопада 2020) — колишній англійський футболіст, що грав на позиції воротаря, воротаря. По завершенні ігрової кар'єри — тренер.
Виступав, зокрема, за клуби «Блекпул» та «Бернлі», а також національну збірну Англії.
Переможець Північноамериканської футбольної ліги (як тренер).

## Клубна кар'єра
У дорослому футболі дебютував 1957 року виступами за команду клубу «Бішоп Окленд», в якій провів один сезон.
Своєю грою за цю команду привернув увагу представників тренерського штабу клубу «Блекпул», до складу якого приєднався 1959 року. Відіграв за клуб з Блекпула наступні вісім сезонів своєї ігрової кар'єри. Більшість часу, проведеного у складі «Блекпула», був основним гравцем команди.
1970 року перейшов до клубу «Бернлі», за який відіграв 2 сезони. Завершив професійну кар'єру футболіста виступами за команду «Бернлі» у 1972 році.

## Виступи за збірну
1964 року дебютував в офіційних матчах у складі національної збірної Англії. Протягом кар'єри у національній команді, яка тривала усього 1 рік, провів у формі головної команди країни 5 матчів.

## Кар'єра тренера
Розпочав тренерську кар'єру одразу ж по завершенні кар'єри гравця, 1972 року, очоливши тренерський штаб клубу «Плімут Аргайл». Протягом 1977—1979 років очолював команду клубу «Ванкувер Вайткепс».
1981 року став головним тренером команди Канада, тренував збірну Канади п'ять років. Під його керівництвом канадська збірна уперше (й наразі востаннє) у своїй історії кваліфікувалася до фінальної частини чемпіонату світу — стала учасником чемпіонату світу 1986 року у Мексиці. Після цього турніру залишив команду, але згодом протягом 1990—1991 повертався до збірної Канади, готував її до участі в розіграші Золотого кубка КОНКАКАФ 1991 року у США.

## Досягнення

### Як тренера
- Переможець Північноамериканської футбольної ліги:

«Ванкувер Вайткепс»: 1979
- Переможець Чемпіонату націй КОНКАКАФ: 1985
- Переможець Кубка націй Північної Америки: 1990